# 도쿠가와 나리유키
도쿠가와 나리유키(일본어: 徳川 斉順 とくがわ なりゆき[*])는 시미즈 도쿠가와가 3대 당주이자, 훗날 키슈번 11대 번주이다. 에도 막부 14대 쇼군 도쿠가와 이에모치의 친아버지이다.

## 친족
에도 막부 11대 쇼군 도쿠가와 이에나리의 7남이다. 어머니는 이에나리의 측실 묘소인이다. 12대 쇼군 도쿠가와 이에요시의 이복동생이며, 13대 쇼군 도쿠가와 이에사다는 조카뻘이다. 정실은 키슈번 10대 번주 도쿠가와 하루토미의 5녀 토요히메이고, 측실은 지츠죠인을 포함해 3명이 있다. 키슈번 13대 번주이자 14대 쇼군 도쿠가와 이에모치 (요시토미)의 아버지이다. 그러나, 이에모치가 태어나기 전에 죽었기 때문에, 이에모치는 친아버지인 나리유키를 만난 적이 없다. 또, 미토번주 도쿠가와 나리노부의 정실 미네히메는 동복누나이다.

## 생애
처음에는 이복형 아츠노스케의 요절로 인해 공석이 되었던 시미즈 도쿠가와가를 이었으나, 키슈번 10대 번주 도쿠가와 하루토미의 사위였던 이복동생 토라치요가 요절하자, 이를 대신해 하루토미의 5녀 토요히메와 결혼해, 하루토미의 사위가 되어 키슈번주가 되었다. 시게노리, 하루토미 두 사람의 은거를 갖고있어, 사치스러운 생활을 하고 있었기 때문에, 번의 재정은 기울어져버렸다. 또한, 『와카야마시 역사』에 의하면, 하루토미가 정치의 실권을 쥐고 있었기 때문에, 야마타카 이와미노카미 등 나리유키 측근과 야마나카 토시노부 등 하루토미 측근 사이에 심각한 대립이 생겼다.
앞서 기술한 바와 같이, 요시토미가 태어나기 전에 사망하여, 다른 후계자가 없었기 때문에, 하루토미는 마츠다이라 요리사토를, 츠케가로 미즈노 타다나카는 쇼군 이에요시의 12남이자 자신의 조카 (여동생 오코토의 소생)인 타즈루와카를 옹립하려 하였으나, 결국 이복동생 나리카츠가 가독을 상속하였다. 키슈번주로써의 치세는 21년 11개월이며, 그 동안의 에도 참부 8회, 키슈 귀국 8회, 키슈 거주 기간은 총 6년 4개월이었다.

## 연보
※날짜 = 음력
- 1801년 (교와 원년) 9월 9일 - 태어남. 아명 키쿠치요 (菊千代).
- 1805년 (분카 2) 11월 28일 - 시미즈가 당주가 되다.
- 1810년 (분카 7) 12월 1일 - 3만섬을 하사받음. 같은 달 5일에 시미즈 저택으로 이주.
- 1815년 (분카 12) 2월 9일 - 원복, 아버지인 쇼군 도쿠가와 이에나리에서 휘를 받아 나리유키로 이름을 고치고, 종3위에 서임, 좌근위권중장 겸 식부경에 임관.
- 1816년 (분카 13)
  - 6월 3일 - 키슈번주 도쿠가와 하루토미의 양자가 되어, 키슈번주 후계자가 됨, 식부경 사임
  - 11월 28일 - 키슈가 번저택에 들어감.
- 1819년 (분세이 2) 11월 15일 - 참의에 보임.
- 1824년 (분세이 7)
  - 6월 6일 - 가독을 상속하여, 키슈번주가 되다.
  - 12월 1일 - 곤츄나곤으로 전임
- 1828년 (분세이 11) 2월 18일 - 종2위로 승진, 곤다이나곤으로 전임
- 1837년 (덴포 8) 8월 23일 - 정2위로 승진, 곤다이나곤여원
- 1846년 (고카 3) 5월 8일 - 46세 (만 44세)의 나이로 사망. 法号「현룡원전이품전아상공양원휘대거사 (顕龍院殿二品前亜相恭譲圓輝大居士)」. 난키 도쿠가와가 보다이지인 쵸호지 (와카야마현 카이난시 시모츠쵸)에 묻히다.

## 계보
- 아버지 : 도쿠가와 이에나리
- 어머니 : 묘소인
- 정실 : 카쿠쥬인 - 도쿠가와 하루토미의 딸
  - 장녀 : 키쿠히메 (1817년)
  - 남아 : 유산 (소겐인(相幻院), 1818년)
- 측실 : 오루이/오토메이 (お留衣) - 미케씨
  - 차녀 : 신죠인(心浄院, 1825년)
- 측실 : 야소 (八十) - 마츠마에씨
  - 3녀 : 노부히메 (庸姫, 1828년)
  - 여아 : 유산 (세이케이인 (清影院), 1832년)
- 측실 : 오코토
  - 남아 : 유산 (겐세이인 (幻成院), 1829년)
- 측실 : 오루키
  - 여아 : 유산 (메이시인 (明示院), 1836년)
- 측실 : 지츠죠인 - 마츠다이라 스스무의 딸
  - 4녀 : 이소히메 (1843년 - 1844년)
  - 장남 : 도쿠가와 이에모치

## 나리유키의 가신

### 시미즈가 시기
분카 13년 시미즈가 당주 시기의 주요 가신이다.
- 시미즈가 가로 : 미즈노 타다토쿠 (이나바노카미, 1600석, 역료 2000섬), 오카무라 나오타카 (탄바노카미, 5백석)
- 반가시라 : 스기우라 요리모 (요닌 겸직), 이치오 마타자에몬 (요닌 겸직)
- 요닌 (겸직자 제외) : 콘도 코하치로, 오가사와라 쥬스이, 미즈노 야자에몬, 토다 카쥬로, 마츠이 쇼자에몬, 토다 산자에몬

### 와카야마번주 시기
분세이 11년 당시 와카야마번주 시기의 주요 가신이다.
- 가로 등 : 안도 유노신, 미즈노 츠시마노카미, 미우라 쇼겐, 쿠니 켄노죠, 카노 오스미노카미, 시모죠 이즈노카미, 야마나카 치쿠고노카미, 무라마츠 토토미노카미, 야마타카 이와미노카미, 미즈노 타로사쿠, 와타나베 쥬스, 다케 겐자에몬, 하시모토 요에몬, 무라카미 요베에, 히로타 하치로자에몬, 우미노 효자에몬, 시바야마 타로자에몬
- 요닌 : 스즈키 켄모노, 마츠다이라 로쿠로에몬, 우노 젠에몬, 소네 마고다유, 우미노 마고시로, 오가사와라 진고자에몬, 츠츠이 우치쿠라노죠, 호리타 후지쥬로, 코타니 사쿠나이, 타카하시 코스케, 나카시마 칸베에
- 시로츠키 (城附) : 미와 산에몬
- 니시노마루츠키 (西ノ丸附) : 오오사키 다이지로